# Campeonato Mundial de Tiro en 10 m de 1985
El IV Campeonato Mundial de Tiro en 10 m se celebró en Ciudad de México (México) en el año 1985 bajo la organización de la Federación Internacional de Tiro Deportivo (ISSF) y la Federación Mexicana de Tiro Deportivo.

## Resultados

### Masculino
| Evento                         | Oro                               | Plata                      | Bronce                                  |
| ------------------------------ | --------------------------------- | -------------------------- | --------------------------------------- |
| Rifle de aire 10 m             | Philippe Heberle Francia 588 pts. | Bernhard Süss RFA 587 pts. | Andreas Kronthaler · Austria · 585 pts. |
| Rifle de aire 10 m (equipos)   | Francia 1752                      | Yugoslavia 1746            | RFA 1745                                |
| Pistola de aire 10 m           | Rolf Beutler · Suiza · 580        | Jens Potteck RDA 580       | Pierre Bremond Francia 577              |
| Pistola de aire 10 m (equipos) | URSS 1726                         | Francia 1719               | Estados Unidos 1710                     |

### Femenino
| Evento                         | Oro                             | Plata                               | Bronce                           |
| ------------------------------ | ------------------------------- | ----------------------------------- | -------------------------------- |
| Rifle de aire 10 m             | Éva Fórián · Hungría · 391 pts. | Barbara Tröger · Austria · 387 pts. | Vesela Lecheva Bulgaria 387 pts. |
| Rifle de aire 10 m (equipos)   | Bulgaria 1159                   | Estados Unidos 1150                 | Hungría · 1149                   |
| Pistola de aire 10 m           | Marina Dobrancheva URSS 384     | Irada Ashumova URSS 381             | Maritha Karlsson · Suecia · 379  |
| Pistola de aire 10 m (equipos) | URSS 1130                       | Suecia · 1127                       | RFA 1114                         |

## Medallero
| Núm. | País           | Oro | Plata | Bronce | Total |
| ---- | -------------- | --- | ----- | ------ | ----- |
| 1    | URSS           | 3   | 1     | 0      | 4     |
| 2    | Francia        | 2   | 1     | 1      | 4     |
| 3    | Bulgaria       | 1   | 0     | 1      | 2     |
|      | Hungría        | 1   | 0     | 1      | 2     |
| 5    | Suiza          | 1   | 0     | 0      | 1     |
| 6    | RFA            | 0   | 1     | 2      | 3     |
| 7    | Austria        | 0   | 1     | 1      | 2     |
|      | Estados Unidos | 0   | 1     | 1      | 2     |
|      | Suecia         | 0   | 1     | 1      | 2     |
| 10   | RDA            | 0   | 1     | 0      | 1     |
|      | Yugoslavia     | 0   | 1     | 0      | 1     |
|      | TOTAL          | 8   | 8     | 8      | 24    |